# 希里亞鄉

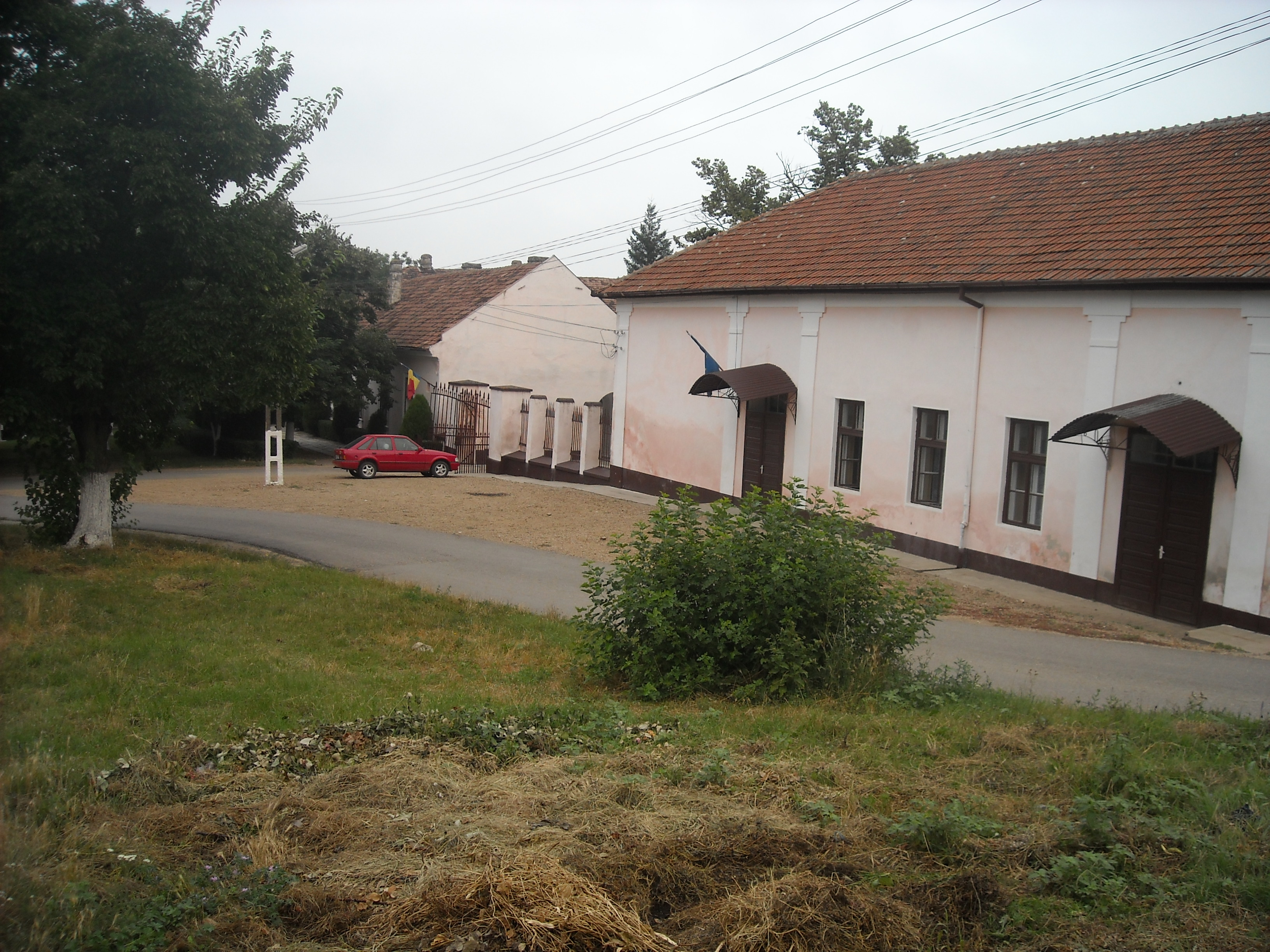

46°16′N 21°38′E / 46.267°N 21.633°E
希里亞鄉（羅馬尼亞語：Comuna Șiria, Arad），是羅馬尼亞的鄉份，位於該國西部，由阿拉德縣負責管轄，面積121平方公里，海拔高度222米，2011年人口8,103，人口密度每平方公里67人。